# سیستم کامپیوتری مدیریت تعمیرات

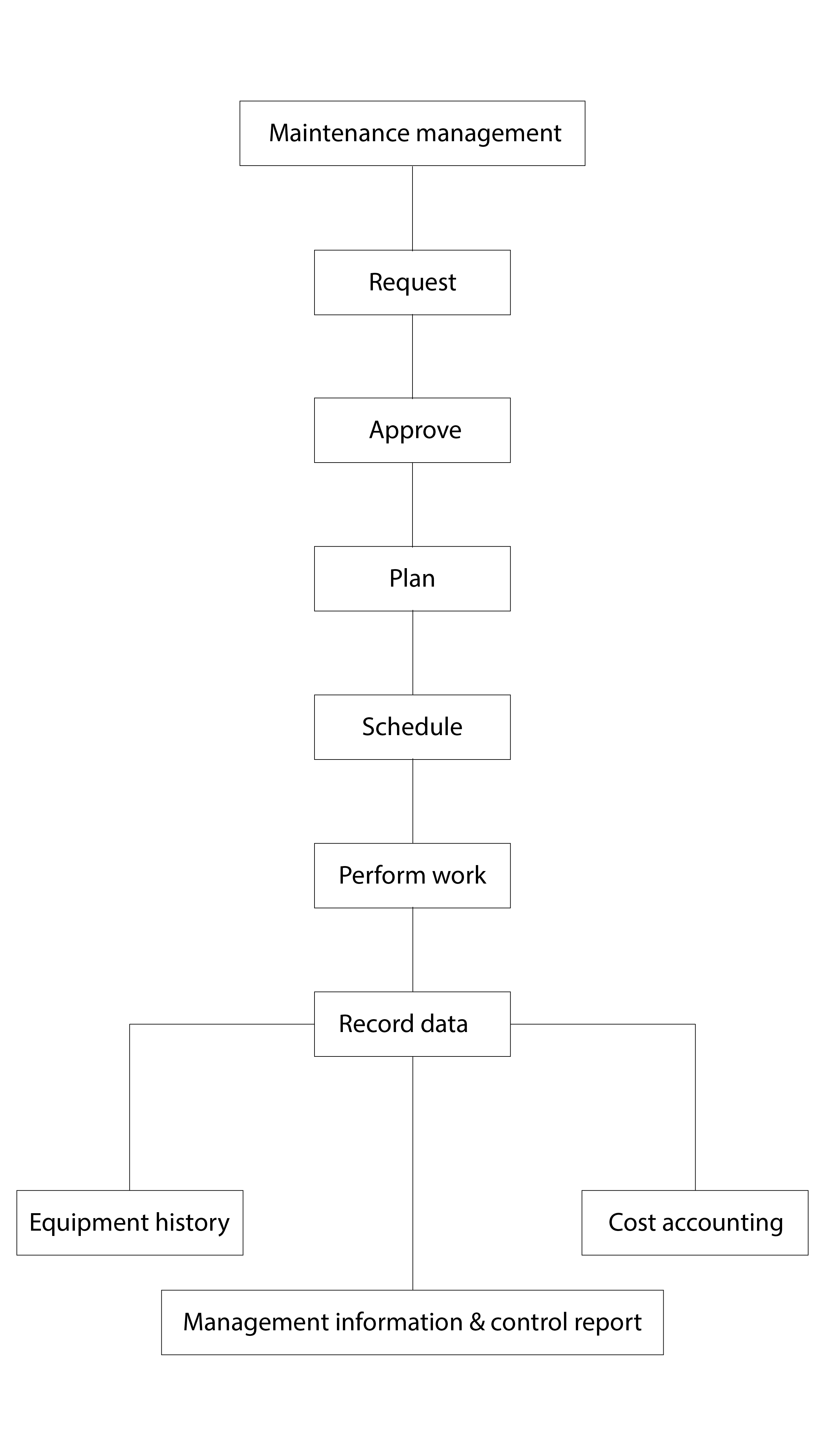
سیستم کامپیوتر

سیستم کامپیوتری مدیریت تعمیرات و نگهداری (اختصاری CMMS) یا سیستم کامپیوتری مدیریت تعمیرات و اطلاعات (اختصاری CMMIS) یک پایگاه داده کامپیوتری که اطلاعات راجع به فعالیتهای تعمیراتی یک سازمان را مدیریت و اجرا می‌کند. هدف از این اطلاعات کمک به پرسنل تعمیرات برای انجام موثرتر وظایفشان است برای مثال تعیین اینکه کدام دستگاه‌ها به تعمیر احتیاج دارند یا کدام انبارها قطعه مورد نیاز را دارند. همچنین این اطلاعات می‌تواند به مدیریت کمک کند که تصمیمات آگاهانه تری بگیرد برای مثال با محاسبه هزینه تعمیر خرابی و مقایسه با هزینه تعمیرات پیشگیرانه برای هر دستگاه که ممکن است به تخصیص بهتر منابع منجر شود. اطلاعات CMMS را می‌توان برای وضع رویه‌های اجباری نیز مورد استفاده قرار داد.
هر سازمانی که بخواهد روی تجهیزات یا دارایی‌هایش تعمیرات انجام دهد، می‌تواند از بسته‌های CMMS استفاده کند. برخی از بسته‌های CMMS بر بخشهای خاص صنعت تمرکز دارند (برای مثال تعمیرات ناوگان حمل و نقل یا تأسیسات بهداشت و درمان).
بسته‌های CMMS می‌توانند گزارشهای وضعیتی و اسناد معرف جزئیات یا خلاصه فعالیتهای تعمیراتی را تولید کنند. با پیچیده‌تر شدن بسته نرم‌افزاری، امکانات تحلیلی نیز گسترده‌تر می‌شود.
بسیاری از بسته‌های CMMS می‌توانند بر مبنای وب (Web based) باشند (یعنی شرکت فروشنده محصول، میزبانی آن را بر یک سرور خارجی بر عهده داشته باشد)، یا بر مبنای شبکه محلی (LAN based) بنا شده باشند (یعنی شرکت خریدار نرم‌افزار میزبانی محصول را روی سرور داخلیش بر عهده داشته باشد)
بسته‌های CMMS ارتباط نزدیکی با بسته‌های مدیریت تأسیسات به کمک کامپیوتر (اصطلاحاً نرم‌افزار مدیریت تأسیسات) دارند و برای بسیاری از سازمانها، این دو یکسانند.
برخی از شرکت ها سیستم CMMS رو بر روی اکسل پیاده سازی میکنند که یک راه آسان تر و کم هزینه تری نسبت به نرم‌افزار میباشد

## دستور کارها
نرم‌افزارهای CMMS اطلاعاتی از قبیل: برنامه زمانبندی کارها، تخصیص پرسنل، رزرو مواد مورد نیاز، ثبت هزینه‌ها، و پیگیری اطلاعات مرتبط مثل علت مشکل، زمان از کار افتادن، و توصیه‌های اقدامات آتی را ذخیره می‌کنند. معمولاً نرم‌افزار CMMS، تعمیرات پیشگیرانه را اتوماتیک و بر اساس برنامه‌های تعمیراتی یا قرائت دستگاه‌های اندازه‌گیری، برنامه‌ریزی می‌کنند. بسته‌های نرم‌افزاری مختلف از تکنیک‌های متفاوتی برای گزارش زمان اجرای یک کار استفاده می‌کنند.